# 使い捨て発泡スチロールの禁止

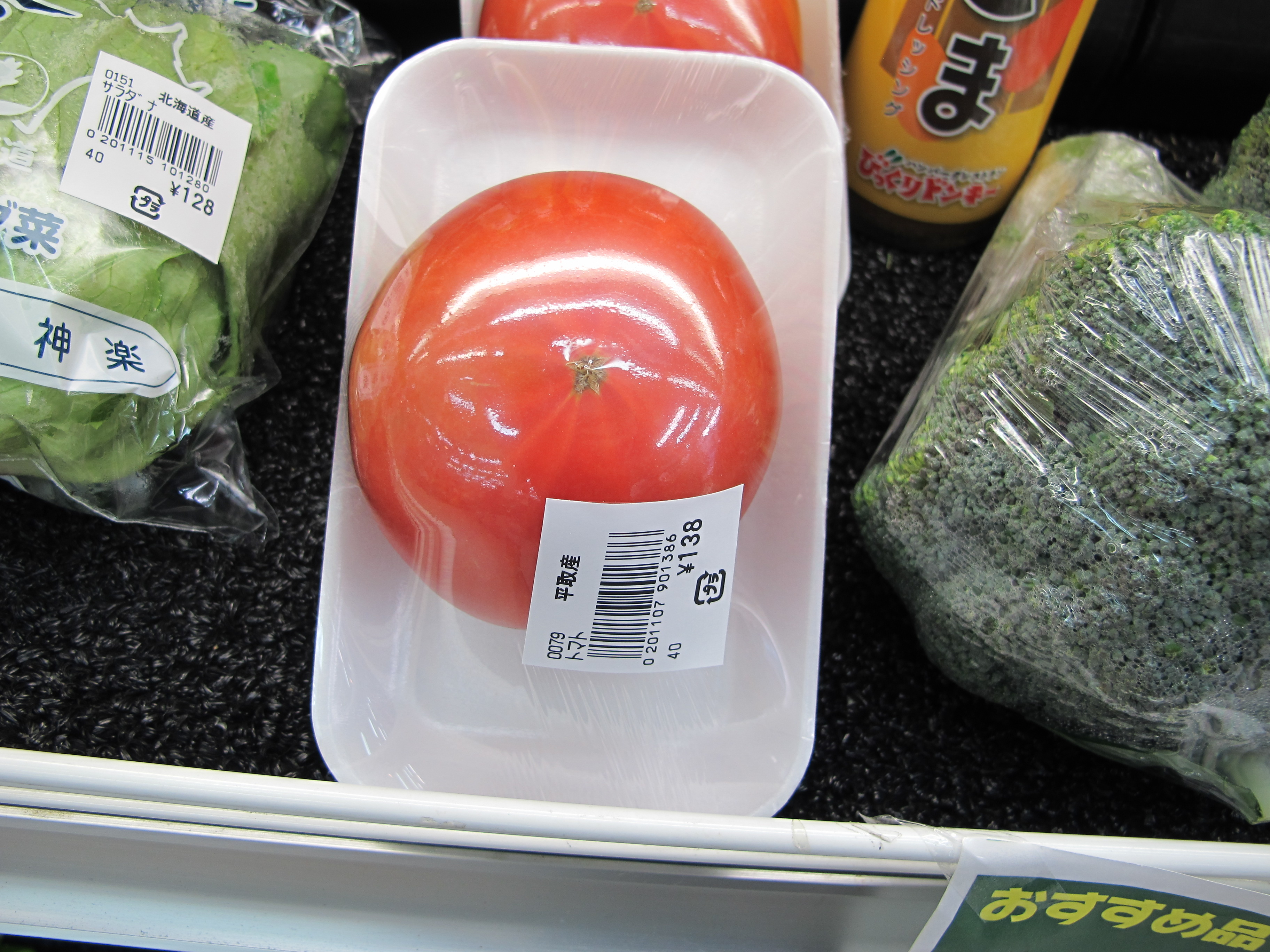
日本の無駄な食品包装。発泡スチロールのトレーに、ラップで包まれたトマト1個。

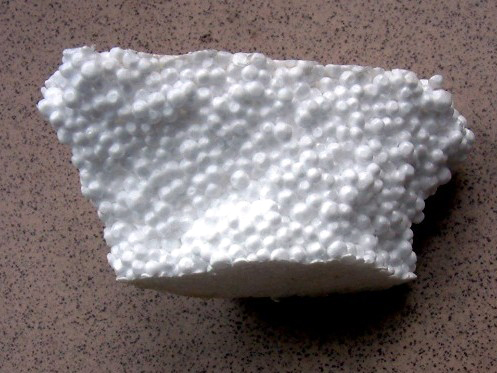
発泡スチロールの破断面。この写真に見られるように数ミリサイズの泡状物が寄せ集まっており、これらは容易に無数の球状破片として分散、いったん自然環境中に散逸したら回収は極めて困難であり無数のマイクロプラスチック廃棄物となる。

使い捨て発泡スチロールの禁止（つかいすてはっぽうスチロールのきんし）は、21世紀初頭から世界的な動きとなった、発泡スチロール製の使い捨てプラスチック製品を禁止するため段階的に実施されてきた世界各国の法律であり、一般には使い捨ての食品容器・梱包用緩衝材・保冷容器を対象とする。
日本ではカップ麺容器やコンビニ・牛丼店などの持ち帰り弁当容器など、使い捨て発泡スチロール容器が無数無制限に使われ、膨大な量のプラスチック廃棄物を絶えることなく毎日発生させ続けているが、それらを国の施策として制限・禁止する法律は施行されておらずその動きすらない。一方日本国外ではこの措置は2025年現在、世界69カ国の国レベルの立法により制定されているほか、多くの国々では自治体レベルでも実施されている。
発泡スチロールはその物理的な構造上自然環境中で容易に破片化し、マイクロプラスチックを無数にまき散らす。発泡スチロール原料であるポリスチレンは光や酸化により劣化しうるが、生分解性プラスチックと異なり、自然環境中で完全に無害な状態にまで分解されることはない。毎日多くの野生動物が発泡スチロールなどプラスチック廃棄物を食物と間違えて摂取し、長期的な曝露による毒性や、それら廃棄物で消化管が詰まることで飢餓に陥り死んでいる。

## 世界各国（米国以外）での法規制

### 国レベルでの法規制
中国では早くも1999年に発泡スチロール製の持ち帰り用容器や食器がいったん禁止されたが、プラスチック業界のロビー活動により2013年にこの政策は撤回された。
ハイチでは2012年、運河や道路脇の排水路のごみ問題対処のため発泡スチロール食品容器が禁止された。
2019年欧州議会は、発泡スチロール製のすべての食品および飲料容器を欧州連合加盟国で禁止する法案を560対35の大差で可決した。
カナダでは2022年に「1999年カナダ環境保護法」が改正され、発泡または押出ポリスチレン製、ならびに塩化ビニル・黒色プラスチック・オキソ分解性プラスチック製の食品容器が禁止された。
発泡スチロールを法律で禁止している世界各国とその禁止法令発効年
| 国 | 発効年                                                                      | 引用          |
| --- | --------------------------------------------------------------------------- | ------------- |
| アンドラ | 2023                                                                        | [ 4 ]         |
| アンティグア・バーブーダ | 2017–2019                                                                   | [ 5 ]         |
| オーストリア (EU) | 2021                                                                        | [ 6 ]         |
| バハマ | 2020                                                                        | [ 7 ]         |
| バルバドス | 2020                                                                        | [ 8 ]         |
| ベルギー (EU) | 2021                                                                        | [ 6 ] [ 9 ]   |
| ベリーズ | 2019                                                                        | [ 10 ]        |
| ブルガリア (EU) | 2021                                                                        | [ 6 ]         |
| カナダ | 2023                                                                        | [ 11 ]        |
| チリ | 2022                                                                        | [ 12 ]        |
| コスタリカ | 2021                                                                        | [ 13 ]        |
| クロアチア (EU) | 2021                                                                        | [ 6 ]         |
| キプロス (EU) | 2021                                                                        | [ 6 ]         |
| チェコ (EU) | 2021                                                                        | [ 6 ]         |
| デンマーク (EU) | 2021                                                                        | [ 6 ]         |
| ドミニカ国 | 2018                                                                        | [ 14 ]        |
| エクアドル | 2022                                                                        | [ 15 ]        |
| エストニア (EU) | 2021                                                                        | [ 6 ]         |
| フィジー | 2021                                                                        | [ 16 ]        |
| フィンランド (EU) | 2021                                                                        | [ 6 ]         |
| フランス (EU) | 2021                                                                        | [ 6 ] [ 17 ]  |
| ドイツ (EU) | 2021                                                                        | [ 6 ] [ 18 ]  |
| ギリシャ (EU) | 2021                                                                        | [ 6 ]         |
| グレナダ | 2018                                                                        | [ 19 ]        |
| ガイアナ | 2016                                                                        | [ 20 ]        |
| ハイチ | 2012                                                                        | [ 21 ]        |
| 香港 | 2024                                                                        | [ 22 ]        |
| ハンガリー (EU) | 2021                                                                        | [ 6 ]         |
| アイスランド | 2021                                                                        | [ 23 ]        |
| インド | 2022                                                                        | [ 24 ]        |
| アイルランド (EU) | 2021                                                                        | [ 6 ] [ 25 ]  |
| イタリア (EU) | 2021                                                                        | [ 6 ]         |
| ジャマイカ | 2020                                                                        | [ 26 ]        |
| ラトビア (EU) | 2021                                                                        | [ 6 ]         |
| リトアニア (EU) | 2021                                                                        | [ 6 ]         |
| ルクセンブルク (EU) | 2021                                                                        | [ 6 ]         |
| マカオ | 2021                                                                        | [ 27 ]        |
| モルディブ | 2022                                                                        | [ 28 ]        |
| マルタ (EU) | 2021                                                                        | [ 6 ]         |
| マーシャル諸島 | 2017                                                                        | [ 29 ]        |
| モーリシャス | 2021                                                                        | [ 30 ]        |
| ミクロネシア連邦 | 2020                                                                        | [ 31 ]        |
| モナコ | 2021                                                                        | [ 32 ]        |
| オランダ (EU) - 構成国 - アルバ - 特例自治体 - ボネール島 - サバ島 - シント・ユースタティウス島                                                              | 2021 (NL) - 2019 (AW) - 2022 (BO) - 2022 (SA) - 2021 (SE)                   | [ 6 ]         |
| ニュージーランド - 関連州 - ニウエ | 2022 (NZ) - 2018 (NU)                                                       | [ 38 ]        |
| ノルウェー | 2021                                                                        | [ 39 ]        |
| パプアニューギニア | 2018                                                                        | [ 40 ]        |
| ペルー | 2021                                                                        | [ 41 ]        |
| ポーランド (EU) | 2021                                                                        | [ 6 ]         |
| ポルトガル (EU) | 2021                                                                        | [ 6 ]         |
| ルーマニア (EU) | 2021                                                                        | [ 6 ]         |
| セントクリストファー・ネイビス | 2024                                                                        | [ 42 ]        |
| セントルシア | 2019                                                                        | [ 43 ]        |
| セントビンセント・グレナディーン | 2017                                                                        | [ 44 ]        |
| サモア | 2021                                                                        | [ 40 ] [ 45 ] |
| セーシェル | 2017                                                                        | [ 46 ]        |
| スロバキア (EU) | 2021                                                                        | [ 6 ]         |
| スロベニア (EU) | 2021                                                                        | [ 6 ]         |
| スペイン (EU) | 2021                                                                        | [ 6 ]         |
| スリランカ | 2021                                                                        | [ 47 ]        |
| スリナム | 2019                                                                        | [ 48 ]        |
| スウェーデン (EU) | 2021                                                                        | [ 6 ]         |
| 台湾 | 2022                                                                        | [ 49 ]        |
| タイ | 2022                                                                        | [ 50 ]        |
| トリニダード・トバゴ | 2019                                                                        | [ 51 ]        |
| ツバル | 2019                                                                        | [ 52 ]        |
| イギリス - グレートブリテンおよび北アイルランド - イングランド - 北アイルランド - スコットランド - ウェールズ - 海外領土 - アンギラ - タークス・カイコス諸島 | - 2023 (ENG) - 2021 (NIR) - 2022 (SCT) - 2023 (WLS) - 2019 (AI) - 2019 (TC) | [ 57 ]        |
| バヌアツ | 2018                                                                        | [ 40 ]        |
| ジンバブエ | 2017                                                                        | [ 58 ]        |

### 地方レベルでの法規制
オーストラリアでは人口の97%以上が発泡スチロールの禁止区域に居住している。2021年から2023年にかけてオーストラリア首都特別地域・ニューサウスウェールズ州・クイーンズランド州・南オーストラリア州・ビクトリア州・西オーストラリア州で禁止措置が実施された。
ナイジェリアでは、ラゴス州とアビア州が2024年1月に、オヨ州では2024年3月に禁止措置が導入された。
フィリピンでは、バイレン・ボラカイ・カロオカン・コルドバ・エルニド・ラスピニャス・マカティ・マンダルーヨン市・ムンティンルパ・ケソン市・タクロバンで市レベルの禁止措置が実施されている。
アラブ首長国連邦ではドバイの市政府が、2025年にポリスチレン製品を、2026年にすべての使い捨てプラスチック製食品容器を禁止することを発表した。

## 米国での法規制
2025年米海洋保護団体オセアナは発泡プラスチックの使用を段階的に廃止すべきとする報告書を発表した。それによると世界中で毎年800万トンを超える発泡プラスチックが製造され最も一般的なプラスチック汚染のひとつだが、米国では再利用される発泡プラスチック廃棄物はわずか1％に満たない。

米国の発泡スチロールに関する法律
州全体で禁止
自治体により禁止

2025年クリス・ファンホーレン上院議員とロイド・ドゲット下院議員は、全米の使い捨ての発泡プラスチック製食器、梱包材、保温材の使用を2028年までに段階的に廃止する「発泡プラスチック決別法（Farewell to Foam Act）」法案を再提出した。

### 州レベルでの法規制
2025年2月時点で米国の11州と2つの海外領土が発泡スチロールを明確に州全体で禁止する法律を可決している。
2019年にはメリーランド州が初めて禁止法を制定し2020年10月1日に発効した。同年メイン州とバーモント州でも禁止法が可決されいずれも2021年7月1日に施行された。   
2020年にはニューヨーク州が禁止法を可決し2022年1月1日に施行された。またニュージャージー州も同年に禁止法を可決し2022年5月4日に発効した。
2021年にはコロラド州が禁止法を可決し2024年1月1日に発効した。バージニア州ではポリスチレン製食品容器の禁止が、2025年7月にまず大規模事業者、2026年7月からは20店舗未満の事業者にも施行される予定である。ワシントン州でも禁止法が可決され2023年6月から発効、2024年6月1日からは食品サービス用品も対象となった。
2023年にはデラウェア州・オレゴン州・ロードアイランド州がそれぞれ禁止法を成立させた。オレゴン州とロードアイランド州では2025年1月1日に、デラウェア州では2025年7月に施行される。
ワシントンD.C.では2016年1月1日に発泡スチロール製の持ち帰り用容器が禁止され、2021年1月1日には発泡スチロールの小売販売も対象に拡大された。
アメリカ領サモアでは、2024年2月6日に発泡スチロール製容器の輸入・販売・流通が禁止され、60日後に施行された。
ハワイ州では州が管轄するカラワオ郡を除くすべての郡で禁止措置が施行されたことにより、事実上の全面禁止となっている。ハワイ郡では2019年7月に禁止が施行され、その後2022年にはカウアイ郡・マウイ郡・ホノルル郡でも禁止が実施された。またマウイ郡では別途、発泡スチロール製保冷容器および使い捨てボディボードの販売・レンタルも2022年に禁止された。
カリフォルニア州では2025年1月にポリスチレンが法律上禁止された。これは州議会が2022年6月に「プラスチック汚染防止および包装製造者責任法（SB54）」を可決したことに基づくものである。この法律は拡張生産者責任（EPR）を規定しており、2025年までにリサイクル率が25%に達しない場合にはポリスチレンを禁止することが定められている。法制定時のリサイクル率は平均6%であったため、多くの人々が25%は達成不可能でこの法律を「事実上の禁止」と見なしている。2025年2月時点でこの法律を監督する州機関CalRecycle（Department of Resources Recycling and Recovery）は、施行のための具体的な執行措置をまだ発表していない。
フロリダ州ではフロリダ州農務省が州内の食品安全を監督しており、2021年9月、州内4万の食料品店・市場・コンビニ・ガソリンスタンドを対象としてポリスチレン製食品包装の段階的廃止が提案された。
| 州/領土            | 制定年 | 発効年 | 内容 | 法案番号/引用                                        |
| ------------------ | ------ | ------ | --- | ---------------------------------------------------- |
| アメリカ領サモア   | 2024   | 2024   | すべてのポリスチレン発泡容器を対象とする。法律施行から6か月後に販売されていない対象製品は没収の対象となる可能性がある。 | A.S.C.A. § 25.23                                     |
| コロラド州         | 2021   | 2024   | 小売飲食店での持ち帰り用でない飲食器（折りたたみ式容器、皿、ボウル、カップ、トレイを含む）を対象とする。 | CRS 25-17-506                                        |
| デラウェア州       | 2023   | 2025   | レストラン・食料品店・氷製造業者を含む飲食業における食品提供用包装（折りたたみ式または蓋付き容器・皿・カップ・ボウル・トレイを含む）を対象とする。生肉・魚介類・卵・果物・野菜に使用される容器（クーラーおよびアイスチェストを含む）は除外される。2025年7月1日に施行される。                                                                                 | 16 Del. C. § 3001Q                                   |
| コロンビア特別区   | 2014   | 2016   | レストラン・カフェ・食料品店・フードトラック・カフェテリアを含む飲食業者から提供される食品サービス製品（容器・皿・温冷対応カップを含む）を対象とする。肉・野菜用トレイ・卵パック・その他の食品の販売または提供に使用されるポリスチレン製品が含まれる。2021年に禁止が拡大され、梱包用緩衝材および発泡スチロール保冷器の販売も対象となった。                   | D.C. Reg. § 21-2301 & D.C.ACT23-223                  |
| メイン州           | 2019   | 2021   | 小売の飲食店・食品工場・農産物直販所・高齢者/介護施設からの食品容器が含まれる。メイン州以外で包装され州内に配送される品目も対象とする。2025年からポリスチレン製の生肉・魚介トレイおよび卵パックが禁止される。魚介類用のスチロール保冷器は対象外。 | 38 M.R.S.A. § 15-A                                   |
| メリーランド州     | 2019   | 2020   | いかなる個人・企業・学校もポリスチレン製食品容器（容器・皿・温冷対応カップ・トレイ）の販売または提供を行ってはならない。卵パックも含まれる（ただし、空の状態でメリーランド州に配送されて卵を詰める場合、またはメリーランド州内で消費者向けに卵を詰める場合は除く）。生肉・魚介用容器、非発泡スチロール、ポリスチレン発泡材で予め包装された食品は除外される。 | Md. Code Ann., Env. § 9-2201 to 9–2207               |
| ニュージャージー州 | 2020   | 2022   | 食品容器およびサービス用品（容器・皿・温冷対応カップ・トレイ・使い捨て食器）、発泡スチロール製の卵パックなどを対象とする。生肉・魚介用容器、2オンス以下のカップ、柄の長いポリスチレン製スプーン、ポリスチレン発泡材で予め包装された食品も2024年から禁止される。                                                                                              | Title 13:1E-99.126 et al.                            |
| ニューヨーク州     | 2020   | 2022   | あらゆる食品提供者・小売食品店・デリ・食料雑貨店・病院・高齢者/介護施設、学校からの食品容器およびサービス用品（折りたたみ容器・ボウル・パック・蓋・皿・トレイ）を含む。いかなる製造業者または店舗によって販売される梱包用緩衝材も含まれる。生肉・魚介用容器、ポリスチレン発泡材で予め包装された食品、硬質ポリスチレン容器は除外される。                      | N.Y. Consol. Laws § 30-43-B, Art. 27, Tit. 30 (2020) |
| オレゴン州         | 2023   | 2025   | P使い捨てポリスチレン製保冷容器・梱包用緩衝材・調理済み食品の提供に使用される容器の販売・販売申出・配布・使用を禁止する。生卵・肉・魚・農産物に対する使用は除外される。条項は2025年1月1日より施行された。 | ORS § 36A.459                                        |
| ロードアイランド州 | 2023   | 2025   | 調理済み食品に対して使い捨てポリスチレン製のサービス用品（容器・カップ・蓋・マドラーなど）の使用を禁止する。クーラーやアイスチェストは除外される。条項は2025年1月1日より施行された。 | R.I. Gen. Laws § 21–27.3-2                           |
| バーモント州       | 2019   | 2021   | 食品容器（皿・トレイ・温冷対応カップ）および発泡スチロール卵パックを含む。生肉・魚介用容器、ポリスチレン発泡材で予め包装された食品、バーモント州外で包装された食品は除外される。 | 10 V.S.A. § 6696                                     |
| バージニア州       | 2021   | 2025   | 小売飲食店向けのあらゆる食品容器を含む。当初は2023/2025年に施行予定であったが、2022年に2028/2030年へ延期され、2024年に2025/2026年へ前倒しされた。 | Va. Code Ann. § 10.1–1424.3 & 2022 HB30, Item 377#1c |
| ワシントン州       | 2021   | 2023   | 梱包用緩衝材の販売は2023年6月から禁止。2024年6月よりあらゆる食品容器（皿・ボウル・トレイ・折りたたみ容器・温冷対応カップ）および携帯用発泡スチロールクーラーが対象になる。生肉・魚介類・卵・農産物用の容器は除外される。医薬品または連邦定義による医療／生物資材のためのクーラー、または卸売小売業者からの生鮮品配送用クーラーも除外される。                 | RCW 70A.245.070                                      |

### 自治体レベルでの法規制
アメリカ国内の多くの大都市および小都市を含む自治体レベルででも禁止措置が講じられている。
アラスカ州ではベセル・コルドバ・スワードの各町で禁止措置が実施されている。
カリフォルニア州では少なくとも128の都市に何らかの形でポリスチレン禁止条例が存在している。バークレー市は1988年にアメリカで最初にポリスチレン製食品容器の使用を禁止した都市であり、さらにすべての使い捨て食品容器は自然分解性またはリサイクル可能な材質でなくてはならないとしている。2023年時点で12郡で一般住民に影響を与える禁止措置が施行されている。さらに他の郡に所在する27の自治体が禁止を施行している。これらの法律は合計で2,060万人以上（州人口の約53％）を対象としている。
コネチカット州ではハムデン・グロトン・ノーウォーク・スタムフォード・ウェストポートがすべて禁止措置を講じている。ハムデンは1989年に州初の禁止条例を制定し現在も当初の条例を維持している。
ジョージア州ではサウスフルトン市が2019年に使い捨てプラスチックを禁止した。アトランタ市は市が所有する建物（ハーツフィールド・ジャクソン・アトランタ国際空港を含む）においてポリスチレンの使用を禁止した。
イリノイ州ではオークパークおよびリバーフォレストが禁止措置を実施している。2023年には州議会が州機関および大学を対象とした禁止措置を可決した。
マサチューセッツ州では少なくとも66の自治体でポリスチレンの禁止措置が講じられている。
ミネソタ州ではミネアポリス市が1989年に禁止措置を講じたがほとんど施行されていなかったため、2015年に改正された。2017年にはセントルイスパーク市が再利用可能・堆肥化可能・または地域でリサイクル可能な包装を義務化することで事実上ポリスチレンを禁止した。エディナ・ローズビル・セントポールも同様の禁止を後に導入した。2009年にはリーチ湖バンド・オブ・オジブウェ族が、発泡スチロールの使用排除を求める決議を可決した。
モンタナ州ではボーズマン市で住民投票によって2024年11月に63%の賛成票でポリスチレン禁止が可決された。これは州法HB407（使い捨てプラスチック禁止に対する州による事前禁止）を巡る地方裁判所の訴訟において、発議者側が勝訴した後のことであった。しかし2024年12月モンタナ州最高裁判所はこの地方裁判所の判断を覆した。別の地方裁判所ではモンタナ州憲法に記載された「清潔で健康的な環境」を維持する地方政府の権限についての訴訟が現在も係争中である。この条例が施行されれば、ボーズマンにおいて2025年5月1日に発効する予定である。
ニューハンプシャー州ではポーツマス市が2020年に州初の禁止措置を講じた。
ニューメキシコ州ではサンタフェ郡およびバーナリオ郡は、それぞれの郡における非法人地域を対象に禁止を施行した。タオス町も同様の禁止を導入している。
ペンシルベニア州では18の群・町が禁止措置を講じている。
サウスカロライナ州ではチャールストン市が2018年に条例を採択し、翌年には周辺のチャールストン郡も同様の条例を採択した。他の９の自治体でも同様の禁止が実施されている。